# 讓-馬里·達約
讓·巴蒂斯特·馬里·達約（法語：Jean Baptiste Marie Dayot，1759年—1809年）越南名字為阮文智（越南语：／）。19世紀法國海軍軍官、探險家，以及越南廣南阮主麾下的將軍。曾協助阮福映奪取越南皇位。
達約的祖先來自法國布列塔尼，後來遷居留尼汪島。達約出生在模里西斯的路易港。後來成為法國皇家海軍一艘輔助艦的中尉。達約在留尼汪島或者本地治里遇上了百多祿。百多祿乘坐「美杜莎」號返回越南的時候，達約作為隨行兩艘商業船隻中一艘的艦長，隨百多祿來到越南。
1790年，達約追隨阮福映，成為海軍司令，管轄兩艘歐式軍艦。1792年，達約指揮了歸仁戰役，擊沉西山朝5艘軍艦、90艘槳帆船和100多艘小船。1793年，達約再次在歸仁俘獲了60艘西山朝槳帆船。
達約也對越南的水文地理研究作出了貢獻。在天資聰穎的弟弟菲利克斯·達約（Félix Dayot）的幫助下，他繪製了不少越南海岸線的地圖。
1795年，達約的軍艦不慎沉沒。阮福映指責他的疏忽，將他扣上枷鎖。這引起了達約的厭惡，離開了越南。
達約遷居馬尼拉，後來又前往墨西哥旅行。1809年，因所乘船隻在北部灣沉沒而死去。他的弟弟則於1821年逝世於澳門。

## 相關人物
- 百多祿（Pigneau de Béhaine）
- 讓-巴蒂斯特·沙依諾（Jean-Baptiste Chaigneau）
- 菲利普·瓦尼埃（Philippe Vannier）
- 奧利維耶·德·皮曼紐爾（Olivier de Puymanel）
- 西奧多·勒布朗（Théodore Lebrun）

## 腳註
1. ↑  Salles, p.199
2. 1 2 3 4  Mantienne, p.154
3. ↑  Mantienne, p.156
4. ↑  Contradictory with the version of Georges Taboulet in La geste française en Indochine : 1615-1857  according to which Dayot left Cochinchina because some mandarins had been executed by Gia Long.